# 巴鲁阿萨加尔
巴鲁阿萨加尔（Barua Sagar），是印度北方邦Jhansi县的一个城镇。总人口22075（2001年）。

## 人口
该地2001年总人口22075人，其中男性11639人，女性10436人；0—6岁人口3474人，其中男1838人，女1636人；识字率53.70%，其中男性为64.61%，女性为41.54%。